# Florio
Florio is een Italiaanse, uit Calabrië afkomstige familie, die vooral bekend is geworden als Palermitaanse ondernemersfamilie. De familie bezat scheepsrederijen, wijngoederen (Marsala), zwavelmijnen en tonijnfabrieken (Favignana).

## Generatie I - Het begin
De familie Florio kwam oorspronkelijk uit Bagnara, een stad in de provincie Calabrië.
Paolo Florio (1772-1807)  zag na een aardbeving in 1783 geen toekomst in zijn geboorteplaats en vertrok eind 1799 met zijn vrouw Giuseppina Saffiotti, en hun enkele maanden oude zoontje Vincenzo en Paolo's broer  Ignazio (1776-1828)  naar Palermo, waar hij een winkel  in kruiden, specerijen en Kinine begon.
De winkel werd een succes vanwege de zuivere kinine, die zij leverden.
Toen Paolo in 1807 stierf zette Ignazio het bedrijf voort en nam de opvoeding van Vincenzo op zich. Ignazio liet al zijn bezittingen na aan Paolo's zoon, zijn neef Vincenzo.

## Generatie II - Expansie

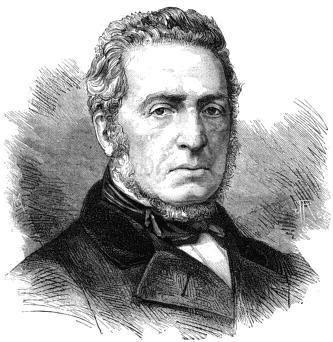
Vincenzo Florio

Vincenzo (1799-1868) werd geboren op 4 april 1799 in Bagnara en verhuisde toen hij een paar maanden oud was met zijn ouders naar Palermo.
In zijn jeugd maakte hij kennis met Benjamin Ingham (1784-1861), een telg uit de Whitaker-familie, die wijngoederen in Marsala bezat, en maakte hij onder diens voogdij een reis naar Londen.
In 1832 richtte hij Cantine Florio op voor de productie van Marsala wijn.
In 1840 werd in Palermo samen met Benjamin Ingham en Agostino Porry de Anglo-Sicilian Sulphur Company Limited opgericht,  voor de productie en marketing van zwavelzuur en zwavelderivaten.
Eveneens in 1840 richtte hij met Benjamin  Ingham  en  Gabriele Chiaramonte Bordonaro – een reder met voornamelijk zeilschepen - de rederij “Flotte Riunite Florio " op, die in 1841 met de stoomboot "Palermo" een lijndienst op Napels begon.
Op Favignana hield hij zich bezig met de tonijnvangst en introduceerde het inblikken in olie. 
In 1862 werd een overeenkomst getekend tussen de Italiaanse regering en de Compagnia Florio Navale voor de post- en commerciële dienst voor Sicilië en de lijn van en naar Napels.
Van 1863 tot 1867 was hij voorzitter van de Kamer van Koophandel van Palermo.
In 1845 richtte hij Banco Florio op en trad hij toe tot de raad van bestuur van de Banca Nazionale en in 1861 was hij voorzitter van het kantoor in Palermo.
In 1864 werd hij benoemd tot senator van het Koninkrijk Italië.
Hij werd op 14 september 1868 begraven op de begraafplaats van Santa Maria di Gesù in Palermo.
De burgerluchthaven van Trapani-Birgi Airport is naar hem vernoemd.
Vincenzo was getrouwd met Giulia Portalupi, zij hadden drie kinderen, Ignazio, Giuseppina en Angelina.

## Generatie III - Consolidatie

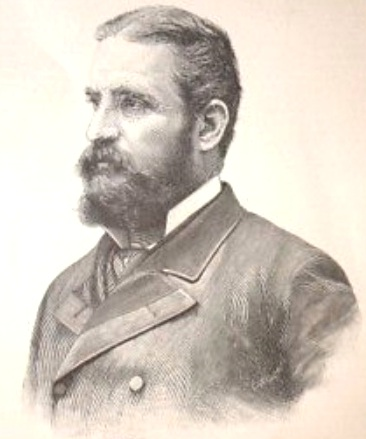
Ignazio Florio Senior

Ignazio, werd geboren in Palermo op 17 december 1838 en werkte in de bedrijven van zijn vader. Bij de dood van zijn vader in 1868, koopt hij de aandelen van zijn zussen  en zet zich in voor de consolidatie en verdere ontwikkeling van de familiebedrijven. 
Ignazio kocht in 1874 de eilanden Favignana en Formica voor de prijs van 2.700.000 Lire. Op dit eiland waar zijn vader al tonijnvallen gehuurd had, organiseerde hij een grote tonnara met een conservenfabriek (Tonnara di Favignana), waar hij experimenteerde met een nieuwe productiemethode.
In plaats van gezouten tonijn te produceren , zoals in die tijd gebruikelijk was, werd voor het eerst het conserveren van tonijn in olie en het inblikken toegepast. Het bedrijf kon een groot aantal werknemers in dienst hebben en zijn producten overal ter wereld afzetten.
In 1881 kwam de rederij Flotte Riunite Florio tot een fusie met een andere grotere rederij, die van Raffaelle Rubattino en tezamen vormden zij een van de grootste Italiaanse rederijen. Net als zijn vader werd hij benoemd tot senator van het Koninkrijk Italië.
In 1882 startte Ignatio een porseleinfabriek (Ceramica Florio) die later een promotionele functie zou hebben in de stijl van design en vrijheid op Sicilië.
Ignazio trouwde in 1866 met barones Giovanna D'Ondes Trigona, bij wie hij drie kinderen kreeg, Vincenzo, Ignazio jr en Giulia.
Ignazio Florio senior stierf in Palermo op 17 mei 1891.

## Generatie IV - Neergang

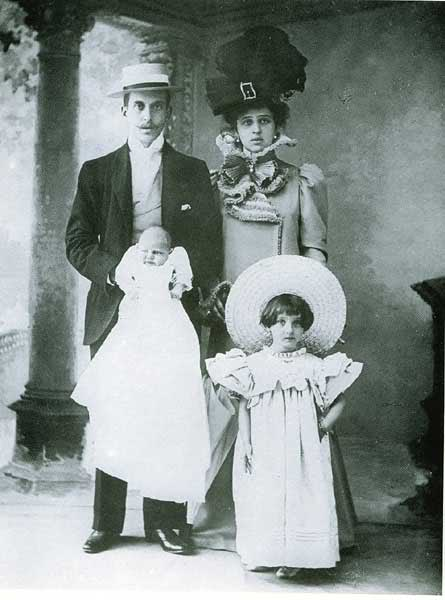
Ignazio Florio jr, echtgenote Franca en hun twee eerste kinderen Giovanna (1893-1902) en Ignazio (1898-1903).

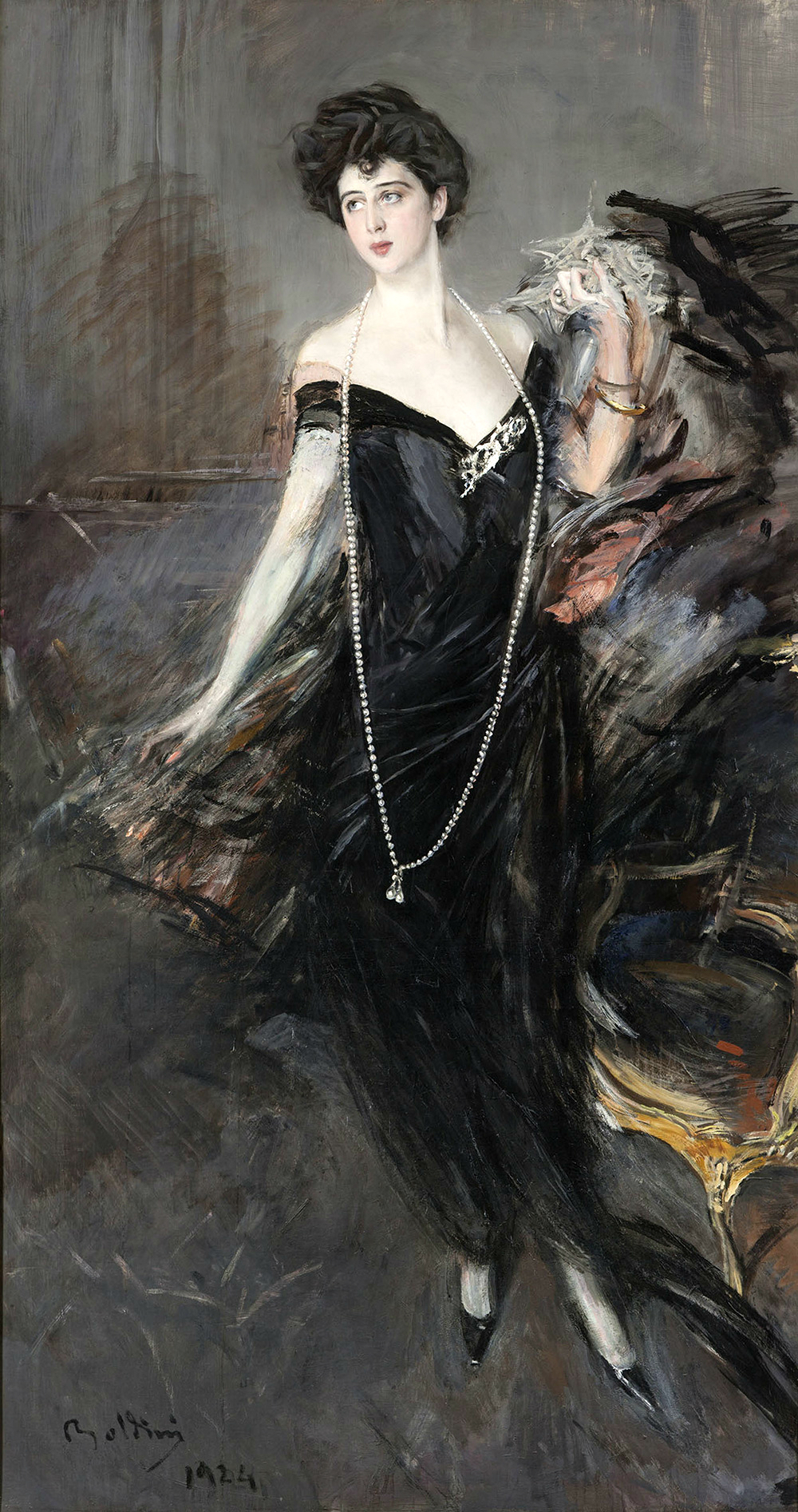
Franca Florio geschilderd door Giovanni Boldini

Ignazio Florio Jr werd geboren op 1 september 1868 in Palermo.
In zijn jeugd reisde hij veel door Europa, sprak meerdere talen en had veel belangstelling voor cultuur. 
Na de dood van zijn vader in 1891 – zijn in 1883 geboren broer Vincenzo was nog jong – kwam hij aan het hoofd van het familie-imperium.
Zijn zus Giulia zou een voorname rol spelen in vele humanitaire initiatieven. 
Ignazio trouwde met barones Franca Jacona Notarbartolo di San Giuliano, een ontwikkelde en intelligente vrouw, met wie hij samen zich als doel stelde Sicilië te moderniseren.
Zo nam hij het initiatief voor de Nationale Tentoonstelling in 1891.
Hij financierde het Teatro Massimo en werd de belangrijkste impresario, hij huurde onder meer de toen jonge en onbekende Enrico Caruso in.
In 1900 richtte hij de krant L’Ora op.
Zijn broer Vincenzo, die weinig interesse in zaken had, nam in 1906 wel het initiatief voor de Targa Florio, een van de oudste autoraces ter wereld, verreden tot en met 1977.
In zijn privé leven kende Ignazio veel tegenslagen. Binnen een paar jaar verloor hij drie van zijn kinderen, (Igiea en Giulia bleven): Giovannuzza als gevolg van meningitis, Ignazino "Baby Boy" door onbekende oorzaak en Giacobina onmiddellijk na de bevalling, waarna de Florio’s geen mannelijke erfgenaam meer hadden.
Aan het begin van de 20e eeuw werd Palermo een belangrijke Europese hoofdstad, Ignazio liet een aantal villa’s en paleizen bouwen, maar de scheepswerven raakten in verval. In een poging van Ignazio deze te moderniseren, en als gevolg van het opdrogen van subsidies voor de scheepvaart, en een exorbitant luxe levensstijl van hem en zijn vrouw verdween het familiekapitaal.
Na een gedwongen verkoop van bezittingen verlaat Franca hem. Zij sterft in 1950.
Na de dood van Franca keerde Ignazio terug naar Palermo, waar hij doof en alleengelaten stierf op 19 september 1957.
Vincenzo trouwde eerst met prinses Annina Alliata di Monterale, die heel jong stierf, daarna met de Française Lucie Henry. Beide huwelijken bleven kinderloos, maar Lucie Henry had een zoon uit een eerdere relatie: Cecè Paladino.
Vincenzo kon beter leven met het verlies van het familiekapitaal, en hield zich zijn hele leven bezig met de autosport, maar was ook betrokken bij de Giro d'Italia op Sicilië. Hij stierf op 6 januari 1959 in Épernay, in het noordoosten van Frankrijk, in het huis van zijn tweede vrouw.

## Lijst van familiebedrijven
- 1799 Drogisterij in Palermo
- 1832 Wijngoed Cantine Florio in Marsala
- 1840 Zwavelfabriek Agostino Porry de Anglo-Sicilian Sulphur Company Limited met Ben Ingham
- 1840 Rederij Flotte Riunite Florio  met Ben Ingham en Gabriele Chiaramonte Bordonaro
- 1841 Oretea ijzergieterij en machinefabriek.
- 1841 Tonnara di Favignana
- 1862 Piroscafi postbedrijf
- 1881 Rederij Navigazione Generale Italiana (NGI), een fusie van  rederij Rubattino en rederij Florio
- 1882 Porseleinfabriek Ceramica Florio

## Galerij

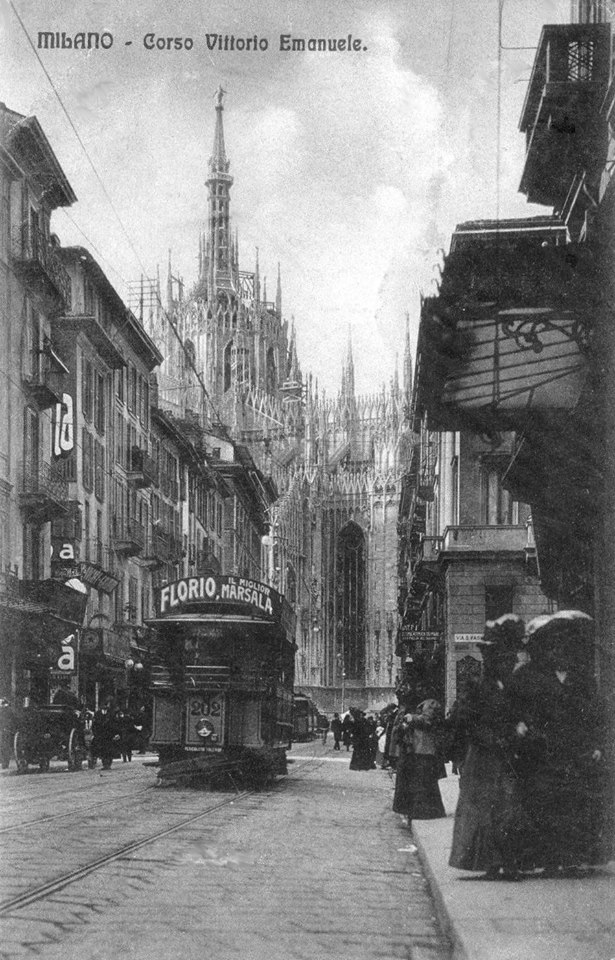
Tramreclame uit 1990 voor Marsalawijn
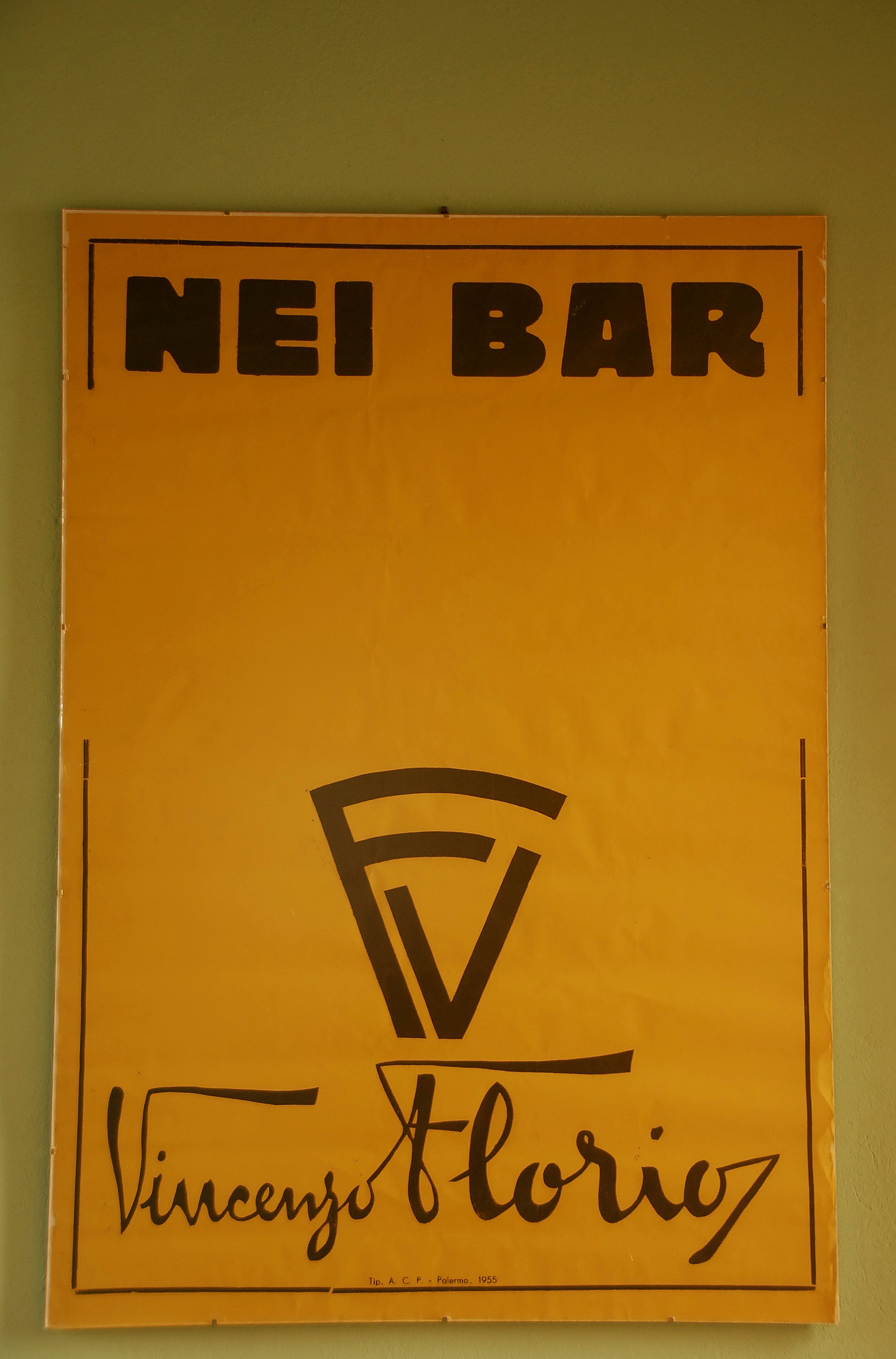
Bitter Florio uit de Cantine Florio
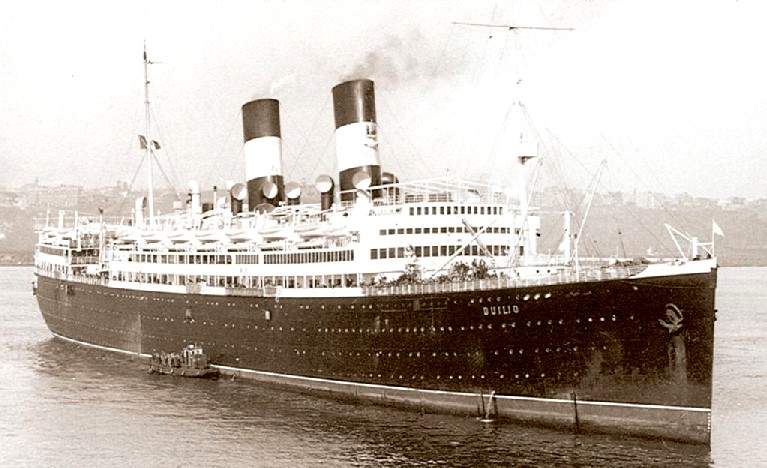
Transatlantisch schip Duilio van de Navigazione Generale Italiana
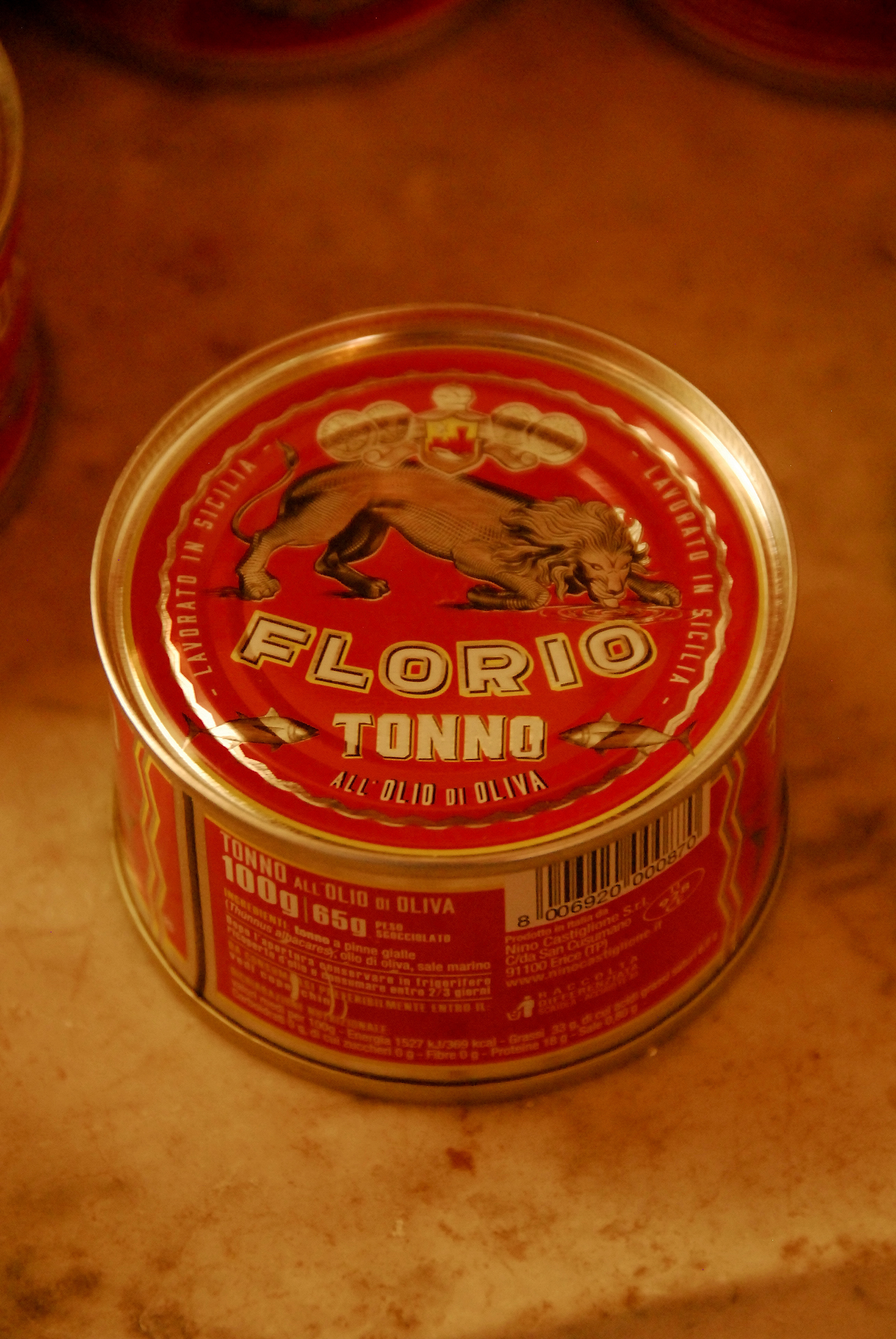
blikje tonijn
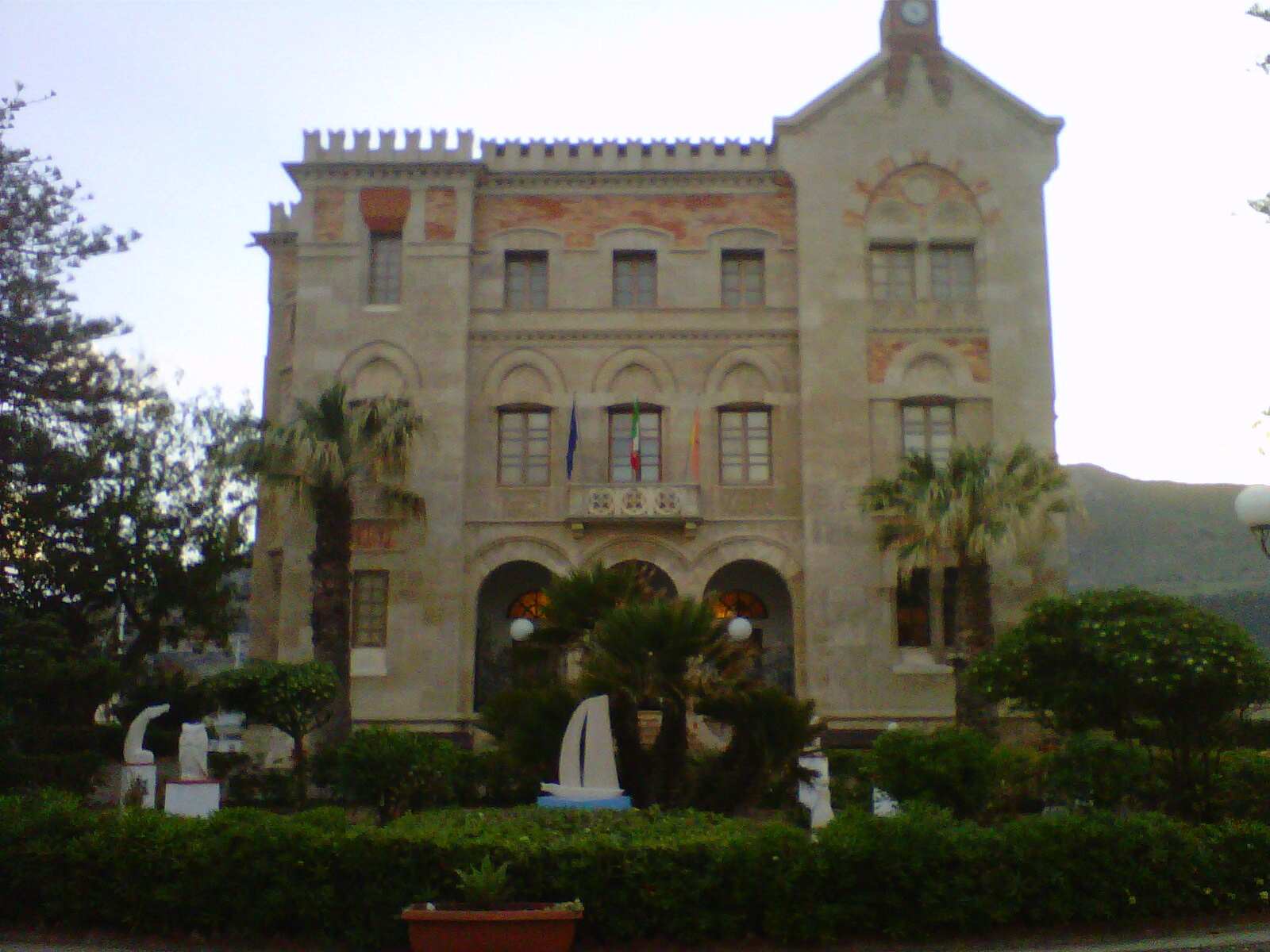
Villa Florio op Favignana
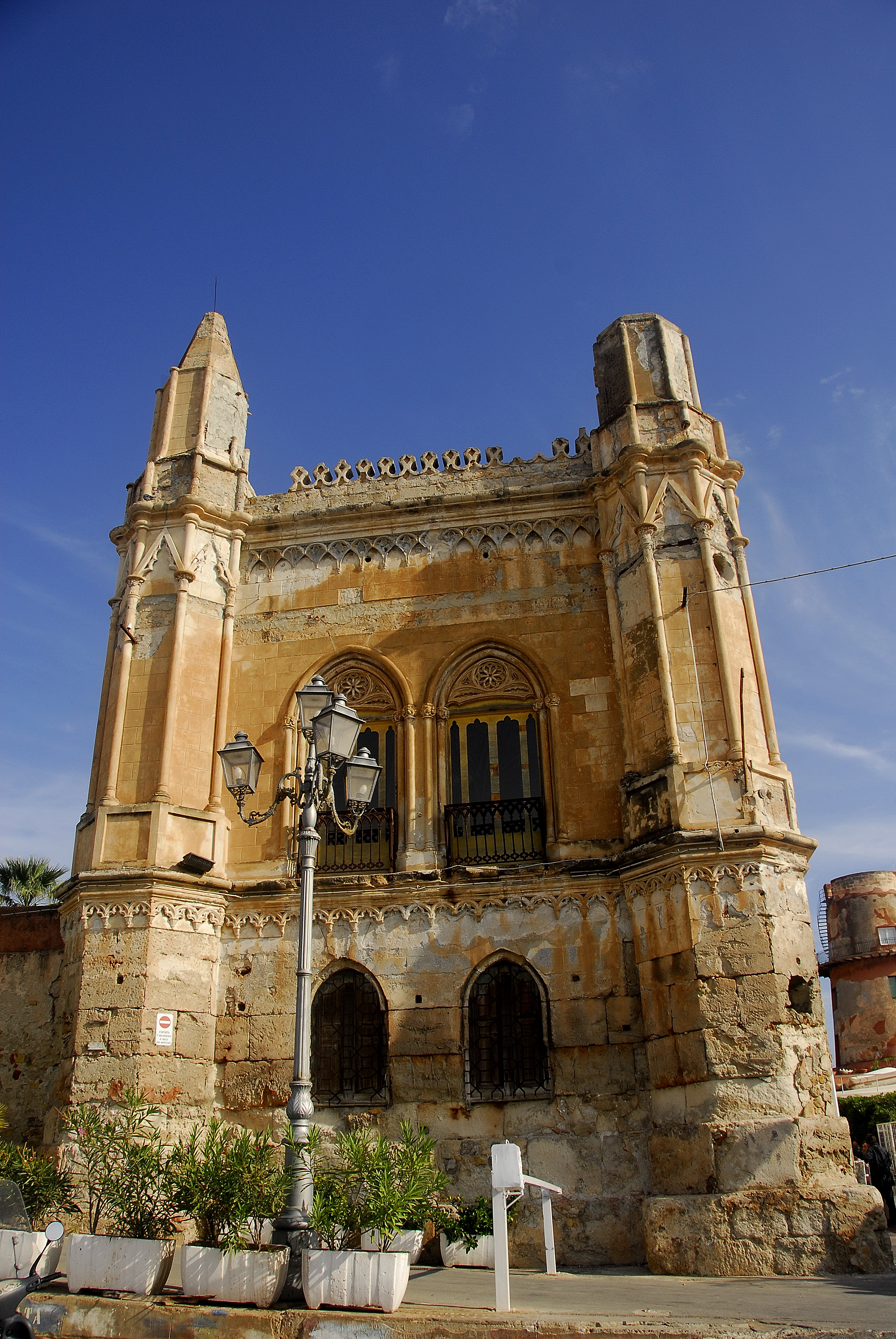
Voormalige tonnara in Palermo verbouwd tot woonhuis Quattro Pizzi

## Overig
- Stefania Auci schreef een historische roman over de Florio's onder de titel De leeuwen van Sicilië uitgegeven door Editrice Nord in 2019.[6]
- Museum ""Traga Florio"" in Collesano is gewijd aan de gelijknamige autoraces.
- Cecè Paladino, alhoewel geen Florio, werd universeel erfgenaam van Vincenzo Florio.[7]